# Viksjö landskommun
Viksjö landskommun var en tidigare kommun i Västernorrlands län. Centralort var Viksjö.

## Administrativ historik
Viksjö landskommun (från början Wiksjö landskommun) inrättades den 1 januari 1863 i Viksjö socken i Ångermanland  när 1862 års kommunalförordningar trädde i kraft. 
Kommunen upphörde vid kommunreformen 1952, då den uppgick i Säbrå landskommun. Sedan 1971 tillhör området den nuvarande Härnösands kommun.

## Kommunvapen
Viksjö landskommun förde inte något vapen.

## Politik

### Mandatfördelning i valen 1938-1946
| 15 | 5 |

| 19 |

| 15 | 5 |

| 19 |

| 12 | 8 |

| 17 | 3 |

### Fotnoter
1. ↑  Per Andersson: Sveriges kommunindelning 1863-1993, Draking, Mjölby 1993, ISBN 91-87784-05-X, s. 90